# Oncorhynchus mykiss gairdneri
Oncorhynchus mykiss gairdneri es una subespecie de pez del género Oncorhynchus.

## Descripción
Las características de O. m. gairdneri pueden variar en relación a otras truchas de banda roja del río Columbia. Cuenta con manchas relativamente grandes y redondeadas, muchas de estas generalmente permanecen intactas hasta la edad adulta, presentan una tonalidad rojiza que puede variar a naranja sobre la línea lateral, acompañadas de un amarillo verdoso. También es posible encontrar ejemplares con puntas blancas en la parte de las aletas anal, dorsal y pectoral, otro de los rasgos dinstintivos de esta subespecie.

## Distribución y hábitat
Esta subespecie es nativa de la parte oeste de América del Norte. Se encuentra abundantemente a lo largo de la cuenca del río Columbia, además en otros lagos y cuerpos de aguas como el río Fraser, en las montañas Cascade, sobra las aguas de los ríos Pend Oreille, Spokane, Snake y Kootenai en Idaho, Oregón, Washington y Montana. Se sabe que habita en arroyos frescos, limpios y de pendiente relativamente baja, además es resistente a variaciones de temperatura, en comparación a otras especies de truchas.